# Batalla de Fontenoy
La batalla de Fontenoy va tenir lloc l'11 de maig de 1745 a la plana de Fontenoy, 7 km al sud-oest de la ciutat de Tournai, actualment situada a Bèlgica. Fou una de les batalles de la Guerra de Successió Austríaca en la qual es van enfrontar l'exèrcit del Regne de França i un exèrcit conglomerat d'aliats, format per britànics, tropes de Hannover, austríacs i neerlandesos. L'enfrontament a Fontenoy fou una victòria francesa decisiva.

## Campanya anterior a la batalla
En el marc de la Guerra de Successió Austríaca (1740-1748), els exèrcits francesos de Lluís XV, al comandament del mariscal Adrien Maurice de Noailles, van envair els Països Baixos austríacs, apoderant-se ràpidament de les localitats de Menen, Ieper, Knokke-Heist i Veurne.
Després de posar l'exèrcit a les ordres del mariscal Maurici de Saxònia, els francesos van posar en setge la ciutat de Tournai, una fortalesa militar important que bloquejava l'accés a la vall del riu Escalda. El mariscal, simulant un atac contra la ciutat de Mons, va enviar el gruix del seu exèrcit contra la localitat de Tournai, que va quedar completament envoltada el 26 d'abril de 1745. Enganyats per aquesta maniobra francesa, els generals aliats van reunir precipitadament tots els seus efectius disponibles prop de Brussel·les i el 30 d'abril de 1745 es van dirigir primer a Mons, i finalment cap a Tournai.

## Desenvolupament

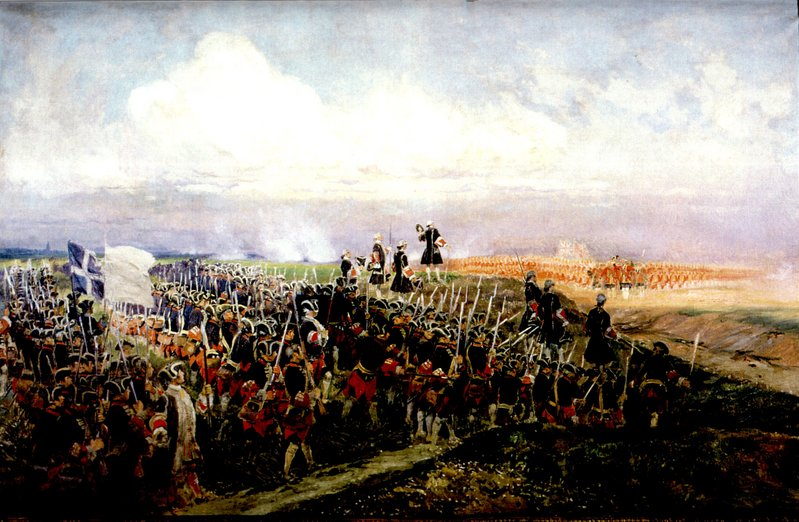
Batalla de Fontenoy, d'Edouard Detaille

La batalla entre ambdós exèrcits es va lliurar el dimarts 11 de maig de 1745 a la plana de Fontenoy, a uns set kilòmetres al sud-est de la ciutat de Tournai. Maurici de Saxònia havia ordenat aixecar petites fortificacions i trinxeres a la riba dreta de l'Escalda, així com fortificar el llogaret de Fontenoy, amb el suport de dos sòlids reductes militars prop del bosc de Barry i tres nous reductes entre el propi Fontenoy i Antoing.
Els primers enfrontaments de la batalla van consistir en el llançament de forts trets d'artilleria. A causa de diversos retards en el desplegament de les tropes aliades, els primers moviments de tropes no es van llançar fins a les nou del matí. L'atac dut a terme pels regiments neerlandesos contra Fontenoy i Antoing va ser rebutjat dues vegades successives per les tropes franceses, que rebien el suport d'una poderosa força d'artilleria.
Guillem August de Cumberland, al comandament de les tropes aliades, va ordenar cap a les dos quarts d'onze del matí que els batallons britànics i de Hannover ataquessin el sector comprès entre el bosc de Barry i el llogaret de Fontenoy. Malgrat el mortífer foc d'artilleria que van rebre, els regiments britànics van xocar cap a les 11:00 amb les primeres línies franceses, les quals van obrir foc.

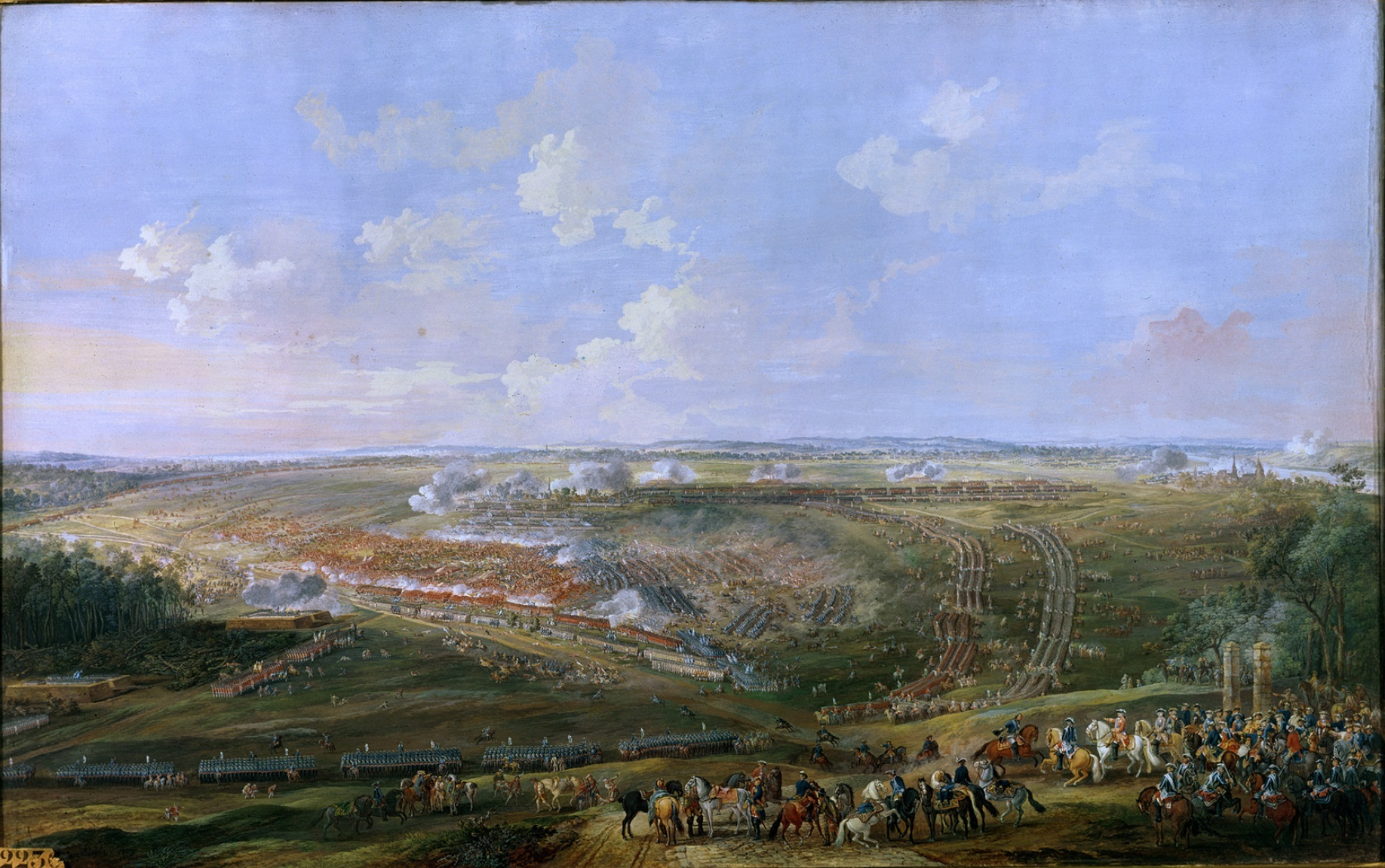
Batalla de Fontenoy, Van Blaerenberghe

Responent amb un fort foc de fusells, les tropes britàniques van derrotar les primeres files enemigues, obrint una bretxa i avançant cap a l'interior del camp francès. Tement que l'exèrcit fos dividit en dos, Maurici de Saxònia va prendre la decisió de llançar un sagnant contraatac, amb el qual finalment va reeixir detenir l'avanç de les tropes britàniques.
Obligats a reorganitzar-se defensivament, els regiments del duc de Cumberland van adoptar una posició de rectangle tancat per tres dels seus costats, però cap a la una van veure aparèixer els primers reforços francesos, al comandament d'Ulrich Frédéric Woldemar de Lowendal i el duc de Cumberland va ordenar finalment les seves tropes replegar-se. Durant aquest replegament, el regiment irlandès al servei de França, va apoderar-se d'una bandera del 2n. batalló de Guàrdies britànic.
La batalla va finalitzar a prop de les dues. Una hora més tard, els últims soldats neerlandesos abandonaven el camp de batalla. Les tropes aliades es van replegar en el curs de la nit cap a la ciutat d'Ath.

## Conseqüències
Després de la victòria a la batalla de Fontenoy, les tropes del rei de França es van ocupar la ciutat de Tournai i, en menys de dos anys, de tot el territori dels Països Baixos Austríacs.
Després d'un total de tres grans batalles (Fontenoy, Raucoux i Lafelt) i de 24 setges en tot el territori dels Països Baixos (tant els Països Baixos Austríacs com les Províncies Unides dels Països Baixos), es va signar, el 18 d'octubre de 1748, un tractat de pau a Aquisgrà. Pels acords signats, Lluís XV de França va abandonar sense contrapartides totes les seves conquestes de territoris austríacs, inversament al succeït amb el seu aliat Frederic II de Prússia, que sí va conservar Silèsia.